# Fibroporia norrlandica
Fibroporia norrlandica är en svampart som tillhör divisionen basidiesvampar, och som först beskrevs av Berglund och Leif Ryvarden, och fick sitt nu gällande namn av Tuomo Niemelä. Fibroporia norrlandica ingår i släktet Fibroporia, och familjen Meripilaceae. Arten är reproducerande i Sverige.